# Fédération mondiale de boules et de pétanque
La Fédération mondiale de boules et de pétanque (FMBP) est une organisation internationale, qui régit les sports de boules. Elle est créée en en 2021 après la dissolution de la Confédération mondiale des sports de boules. 
La FMBP représentera tous ses membres (fédérations nationales et/ou membres associés) et sera la seule interlocutrice du CIO.
Elle comprend les membres des
- Confédérations Punto - Raffa - Bocce : Confédération internationale de boules / Confederazione Boccistica Internazionale
- Confédérations Volo - Lyonnaise : Fédération internationale de boules
- Confédérations Pétanque : Fédération internationale de pétanque et de jeu provençal